# Nebrioporus amicorum
Nebrioporus amicorum är en skalbaggsart som beskrevs av Toledo 2009. Nebrioporus amicorum ingår i släktet Nebrioporus och familjen dykare. Inga underarter finns listade i Catalogue of Life.